# Carpanzano
Carpanzano est une commune de la province de Cosenza, dans la région de Calabre, en Italie.

## Administration
| Période                                  | Période | Identité            | Étiquette    | Qualité |
| ---------------------------------------- | ------- | ------------------- | ------------ | ------- |
| 29 mai 2007                              |         | Giuseppe Vigliaturo | lista civica |         |
| Les données manquantes sont à compléter. |         |                     |              |         |

### Communes limitrophes
Altilia, Belsito, Colosimi, Marzi, Scigliano